# Orthophytum riocontense
Orthophytum riocontense är en gräsväxtart som beskrevs av Elton Martinez Carvalho Leme. Orthophytum riocontense ingår i släktet Orthophytum och familjen Bromeliaceae. Inga underarter finns listade i Catalogue of Life.